# 潤滑油
潤滑油（じゅんかつゆ）（Lube ルーブ、Lubricant ルブリカント）とは、機械の歯車などを効率よく潤滑するための潤滑剤として使われる油であり、時には冷却にも益する。エンジンオイルもこの一種。 また、この化学的性質を例えとして、物事が円滑に運ばれるための仲立ちとなる物や人を指す言葉。

## 概要
油は分子量が大きく、液体としては水などに比べ粘性が高く皮膜が丈夫で、物体間の摩擦を軽減させる。このため多くの機械装置の潤滑には油が利用される。また機械装置に利用する上では、電気的性質が中性で金属の錆（酸化）を誘発させないなど都合がよい。絶縁の性質も強いものが多い。
潤滑油は、機械の機械要素間に働く摩擦を軽減するために利用される油全般を指す表現で、一般には機械油とも呼ばれるが、機械油自体は切削油や伝熱材としての利用など、潤滑以外に利用されている油も含まれ、潤滑油を含む概念である。
こういった油の多くは、特に機械装置内を潤滑する場合に於いて長期間粘度が変わらないことが求められ、そのためには酸化し難いことや温度変化で極端に粘性が変化しないことなどが求められる。特に内燃機関では高温の環境下で変質したり燃焼しないよう、高い沸点のものが利用される。また難燃剤や添加剤などを加え、沸点を押し上げることも行われるが、この添加剤によっては有害なものもある（カドミウムなど）。

## 潤滑油の作用
潤滑油は以下の作用が生じる。
- 摩擦の軽減 : 面どうしに油膜を形成することで摩擦を低下
- 摩耗の低減 : 面どうしが直接接触するのを防ぎ、摩耗を小さくする
- 冷却 : 摩擦熱を吸収し、焼付きを防止する
- 密封 : 形成された油膜によって外部に物質などが出入りするのを防ぐ
- 錆止め : 金属表面に吸着することで発錆を防ぐ
- 異物の除去 : 外部からの異物を排除する。特に内燃機関では煤が凝集することを防ぐ。

## 潤滑油(基油)の種類
潤滑が必要な場所や性質によってさまざまな種類があり、また鉱物油（石油を原料とする）から動植物より得られるものまでさまざまな油が利用されてきた。

### 鉱物油
鉱物油（鉱油）とは、石油の精製により得られる油分である。潤滑油の90%以上は鉱油である。その成分によって、パラフィン系、ナフテン系などに分けられる。一般的に、環分析（n-d-M法）でパラフィンの炭素数が50以上をパラフィン系、その中でも分子結合が直鎖状のものをノルマル・パラフィン、側鎖を持つものをイソパラフィンという。ナフテンの炭素数が30～45をナフテン系と呼ぶ。潤滑油としては粘土指数が高いパラフィン系が最も安定しており、ナフテン系がそれに次いで安定している。
安価である。粘度範囲は広く、さまざまな粘度の鉱油が存在する。
精製では不純物を完全に除去することはできない。また一般に、不純物や分子構造により熱安定性が低く、流動点が高い。低くとも-20℃で凝固する。このため、不純物がなく高い粘土指数を持つ合成油に比べると性能や使用温度範囲は狭いが、最近は高度な水素添加や異性化などにより合成油に近い特性をもつ高度精製鉱物油もある。

### 合成油
一般的に合成油系潤滑油とは、化学合成により生産された潤滑油である。製造工程ではまず石油原料を分解し、目的物質に応じて各種精製や合成を行う。潤滑油用途に限っても、合成油の種類と製造法は非常に多岐にわたる。
鉱油と比べ高価で、条件によっては性質が劣る問題点がある。鉱油で十分に代替できる場合は鉱油系潤滑油が用いられることが多い。鉱油系潤滑油では能力面で問題がある場合にこの種類の潤滑油が用いられる。例えば、低温潤滑、高温潤滑、高速剪断、対樹脂、対ゴム、真空などである。

#### 炭化水素系
ポリアルファオレフィン
粘度指数120～140、流動点-50.0以下と広い温度範囲で使用できる。自動車エンジン油、駆動系油、ギヤ油、真空ポンプ油、グリースなどに使われる。
ポリブデン
製品の粘度範囲が広く、耐熱性と耐薬品性に優れている。絶縁油、コンプレッサ油、2サイクルエンジン油などに使われる。
アルキルベンゼン
低温流動性と熱安定性に優れている。絶縁油、コンプレッサ油、コンデンサ油などに使われる。
シクロアルカン類
熱安定性と酸化安定性に優れトラクション係数が高い。トラクション油などに使われる。

#### エステル系
一般に熱安定性が高く潤滑性に優れるが加水分解しやすい欠点がある。
モノエステル
単体で潤滑油として用いられることはない。油性剤として鉱油に10～20％混合される。
ジエステル（DOS）
潤滑性、低温流動性と粘度温度特性に優れているが、ベータ位の炭素上の水素原子のため加水分解に対する安定性に劣る。エンジン油、耐寒用グリース基油などに使われる。使用温度範囲が非常に広い一部のジエステルはジェット機用のエンジンオイル(使用温度範囲は-55～+220℃)に使われる。
ポリオールエステル
原料はネオペンチルグリコール（NPG）、トリメチロールプロパン（TMP）、ペンタエリスリトール（PE）などの多価アルコールとC5-C18の直鎖または分岐脂肪酸である。ベータ位の炭素上の水素原子が無いためジエステルより加水分解されにくい。原料の組み合わせで非常に多くの種類があり、用途に合わせた合成ができる。一般的な特性としては（1）低流動点かつ高粘度指数で使用温度範囲が広い（2）引火点が高く、また蒸発量が少ない（3）熱・酸化安定性が優れている（4）潤滑性が良い（5）清浄分散作用がある（溶解力がある）（6）生分解性がある。特に、有機酸とアルコールの一部の水素基をアルキル基に置換したものを原料とするヒンダードエステルは、熱・酸化安定性に優れる。しかし一方で、ポリオールエステルの一部はゴム、シール材、樹脂類、塗料での使用を制限されている。ポリオールエステルはジェットエンジン油、作動油などに使われる。
リン酸エステル
原料はオキシ塩化リンとアルコール、フェノール類である。アルキルタイプとアリールタイプがあり、いずれも難燃性（自己消火性）と潤滑性、耐摩耗性に優れている。一方で、加水分解安定性や粘度温度特性に劣る。アリールタイプの粘度指数は低い。難燃性作動油、圧縮機油などに使われる。
ケイ酸エステル（シリケート）
アルキルタイプとフェニルタイプがある。低流動点かつ高粘度指数であり、使用温度範囲は広い。

#### エーテル系
ポリグリコール
粘度指数が高く、劣化を受けてもスラッジを生成しないが吸湿性がある。自動車用ブレーキ液、不燃性作動液、金属加工油などに使われる。
フェニルエーテル（mpm-5P4E）
耐熱性や耐放射線性に優れているが低温流動性に劣る。超音速ジェットエンジン油、耐放射線性原子炉用作動油などに使われる。

#### シリコーン系
性質が安定しているため、広い範囲で使われる。
ポリシロキサン（ジメチルポリシロキサン）
低温流動性、粘度温度特性、熱安定性、酸化安定性、電気特性に優れているが、鋼の潤滑用途に不適である。絶縁油、離型剤、グリース基油などに使われる。
シリケートエステル
誘電特性や熱安定性に優れているが、酸化安定性や水分解安定性は低い。航空作動油、高温用熱媒体油などに使われる。

#### フッ素系
ハロカーボン（トリフルオロエチレン）
耐薬品、熱安定性、酸化安定性に優れている。一部は低温流動性と粘度温度特性が非常に低い。コンプレッサ油、難燃性作動油、真空ポンプ油などに使われる。

### 植物油
植物由来の潤滑油。植物由来の潤滑剤は概して液体である。
植物油はまた代表的な油性剤でもある。また、種々の化学反応で処理することにより、基油や油性剤、極圧添加剤、乳化・分散剤になる。このように、原料のままでも加工したものでも潤滑剤用の添加剤として用いられている。
一般に生分解性であり、環境中に放出されても早期に消失する。また、人体に対して無害である。このため、農業用や食品工場用の機械に用いられている。環境汚染防止や環境保全の観点から、鉱油や合成油から動植物油への代替が進んでいる。例えば、低公害車燃料にパーム油のメチルエステルや菜種油の活用が欧米やマレーシアなどで開発されている。ナタネ油の脂肪酸メチルエステルはヨーロッパにおいて自動車や農機具、チェンソー用の潤滑油に利用されている。

#### 植物油脂
トリグリセライド構造により、鉱油にない潤滑特性をもっている。また、鉱油より潤滑性は高い。圧延油の基油に用いられる。また、油性向上剤でもあり、圧延油、切削油、研削油、プレス油、引抜油、伸線油に使用される。
パーム油
パーム油の主要な生産国はマレーシアとインドネシアである。近年、インドネシアではパーム油の潤滑油利用の工業分野の発展が盛んに行われており、液固体脂の分別、油脂分解、脂肪酸誘導体の開発が行われている。
菜種油
食用油の代表格だが、日本では照明にも使われ、比較的広い範囲で菜種が栽培され得やすかったため、築城などの折に大きな石の運搬で、ソリの潤滑にも使われた。
ヒマシ油
粘度が高いが粘度指数はさほど高くない。

#### ポリオキシアルキレン化油脂
油脂に酸化アルキレンが付加されたもの。潤滑油一般の油性向上剤および、水溶性潤滑油の基油、乳化剤、分散剤に用いられる。
硬化ヒマシ油

#### 塩素化油
油脂の二重結合部分に塩素（Cl）が付加されたもの。極圧添加剤に用いられる。

#### 硫化油
油脂の二重結合部分に硫黄（S）が付加されたもの。極圧添加剤に用いられる。

#### 重合油
油脂が熱、または酸化重合されたもの。潤滑油一般の油性向上剤および、水溶性切削油や水溶性研削油の基剤に用いられる。

#### ワックス（蝋）
固形で照明にも使われるが、建具などの潤滑にも利用される。障子や襖の溝に塗るのはその一例。

#### 脂肪酸誘導体
以下に、植物原料由来の脂肪酸誘導体を示す。これらも潤滑油や油性向上剤に用いられる。
脂肪酸（RCOOH）
油脂をケン化または酵素分解したもの。末端にカルボキシル基（-COOH）をもち，この極性基が油性の向上効果をもたらす。油性向上剤に用いられる。
セッケン（RCOOMe）
有機アミンセッケン、金属セッケン、アルカノールアミン塩などがある。引抜油や伸線油（銅やアルミ用）、水溶性切削油の基油および、アルミの圧延油の油性剤、乳化剤および、グリースの増粘剤に用いられる。
エステル化（RCOOR）
C8～18モノエステルやポリエステルがある。粘度低下や浸透力向上の効果がある。油圧作動油、エンジン油、燃料油の基油に用いられる。不水溶性および水溶性潤滑油の油性向上剤や低粘度溶剤にも使用される。
アミド化
脂肪酸アルカノールアミドがある。スカム分散剤や乳化剤（オレイン酸、ヤシ脂肪酸）に用いられる。
ポリオキシアルキレン付加体
POE3～8モル付加体がある。水溶性潤滑油の乳化剤や一般潤滑油の消泡剤に用いられる。
塩素化、硫化、重合化
脂肪酸アルキルエステルが塩素化、硫化、あるいは重合化されたもの。難切削油やプレス油、引抜油の極圧添加剤に用いられる。

### 動物油
マッコウクジラの油
低温環境でも硬化せず、寒冷地仕様の腕時計などにも利用された。安定した性質の合成油ができてからは余り需要もなくなったが、それまでの1970年代までは他に代わる潤滑油が無かった。
ラード(豚脂)・牛脂(ヘット)
古くからもっとも身近にありふれた動物性油脂であり、潤滑剤として広く利用されていた。融点が高く、常温では半固形状となるためグリースに類する用途で使用される他、鉱油で不足する油性を向上する目的で添加する場合もあった。硫化することで安定性や潤滑性を向上させたものも利用される。含まれる脂肪酸は合成潤滑剤の原料として利用される。

## 潤滑油添加剤
基本的に潤滑油には性能の向上や付加のために添加剤が混入されている。

### 清浄分散剤
エンジンなどの運転で生成する有害な不純物を潤滑面から取り除き、エンジンなどの内部を清浄に維持する。また、焼きつきや故障を防ぐ。一般的に清浄分散剤を使用するとエンジンなどの寿命が長くなる。主にエンジンオイルに用いられる。通常、添加量は2～10%であり、他の添加剤と比べて基油に対する配合量が高い。米国や日本では添加剤需要量における清浄分散剤の比率が50％前後に達すると考えられている。
不純物とは不溶性金属粉（スラッジ）であり、金属表面が摩擦すると微少ながら金属が削れて溶解性金属分子のスラッジ前駆体（スラッジプリカーサ）が現れる。スラッジ前駆体が油中に蓄積していくと多数の前駆体が重合して高分子量の不溶性成分となる。不溶性成分が凝集若しくは沈殿してスラッジとなる。潤滑面に存在すると摩擦や摩耗の原因となり、潤滑油に混入すると潤滑油の酸化や劣化の原因となる。すると、機械の焼き付きや故障につながる。
清浄分散剤は多機能であり、スラッジの分散作用、スラッジ前駆体の可溶化作用、燃料の燃焼生成物や潤滑油の劣化生成物に由来する酸性物質の中和作用を持つ。さらに、スルホネートは防錆作用も、フェネートは酸化防止作用も有する。
- 清浄剤：スラッジ前駆体を化学的に中和してスラッジの発生を防止するための有機酸金属塩化合物。金属清浄剤とも呼ばれる。ディーゼルエンジンオイルの場合、カーボンデポジットが高温により生じ、清浄剤はカーボンデポジットのエンジン内の付着を防ぐ。中性/過塩基性金属（Ba，Ca，Mg）スルホネート、過塩基性金属（Ba，Ca，Mg）フェネート、過塩基性金属（Ca，Mg）サリシレートなど。
- 分散剤：低温時でスラッジや煤を油内に分散させ、摩擦や磨耗を防止する。コハク酸イミド、コハク酸エステル、ベンジルアミン（マンニッヒ化合物）など。

### 酸化防止剤
潤滑油の酸化を防止し、かつ、油の酸化に起因するワニスやスラッジの生成を抑制する。酸化防止剤は、ワニスやスラッジの生成要因である遊離イオンや過酸化物と反応して安定な物質に変換する。ジチオリン酸亜鉛、有機硫黄化合物、ヒンダードフェノール、芳香族アミン、N,N'-ジサリシリデン-1,2-ジアミノプロパンなど。通常、添加量は0.1～1%。
潤滑油は空気中の酸素分子によって酸化され、潤滑油成分はアルコール類やケトン類となる。下記に潤滑油の酸化反応を示す。
RH(炭化水素) + エネルギー(熱、光、触媒)　→　R*(ラジカル)　・・・(1)
R* + O2　→　R-O-O*(遊離基)　・・・(2)
R-O-O* + RH　→　R-O-O-H + R*　・・・(3)
上記(1)～(3)はエネルギーが付加された際に潤滑油中の炭化水素が酸化される過程である。 酸化生成物であるラジカルや遊離基はそのまま別の炭化水素の酸化反応を引き起こす。したがって、一度でも炭化水素からラジカルが生じると酸化は下記の終結反応まで繰り返される。すなわち、潤滑油の酸化は連鎖反応である。終結反応を下記に示す。
2 R*　→　R-R　・・・(4)
R* + R-O-O*　→　R-O-O-R　・・・(5)
2 R-O-O*　→　R-O-O-H + O2　・・・(6)
これら高活性な有機物が蓄積して重縮合するとスラッジとなる。潤滑油の酸化は使用時の高温作用、剪断による撹拌作用、および金属表面の活性金属の触媒作用により促進される。ここで不活性金属とは第一に遊離の金属イオンや過酸化物であり、金属表面の摩擦により生成される。第二に、金属石鹸といった潤滑油添加剤である。また、使用中だけでなく、保管条件によっては保管中にも酸化は進行する。
- 連鎖反応停止剤：　(4)～(6)の終結反応の基質となり、ラジカルや遊離基を安定な物質に変える。これにより潤滑油成分の酸化生成物の重縮合反応を停止させ、スラッジへと成長することを防ぐ。フェノール系酸化防止剤とアミン系酸化防止剤がある。
- 過酸化物分解型：　潤滑油成分の過酸化物を分解し、酸化の進行を止める。ジアルキルジチオリン酸亜鉛（ZnDTP）や有機硫黄系酸化防止剤がある。
- 金属不活性化剤：　金属表面を不活性化させ、潤滑油の酸化劣化を防止する添加剤。金属は活性化すると触媒となり、潤滑油の炭化水素や添加剤を酸化させる。含窒素化合物：ベンゾトリアゾール、N,N'-ジサリシリデン-1,2-ジアミノプロパン、2,5-ジアルキルメルカプト-1,3,4-チアジアゾールなどがある。通常、添加量は0.3%未満。

### 耐荷重添加剤
潤滑油の潤滑性能と耐荷重性能を向上させる添加剤。これにより磨耗や焼き付きを防止する。
- 油性向上剤（油性剤）：低荷重下において摩擦および摩耗を減少させる長鎖の炭化水素。炭化水素鎖の片方の端に官能基が付いており、金属と結合する。すると、金属表面から外側に向けて炭化水素は露出し、油膜が形成されて摩擦面を保護する。結合のためこの油膜は剪断に対して強く、大きな剪断応力を受けても排除されない。一方、金属と結合しない基油の成分は一定以上の剪断応力を受けると摩擦面から排除される。長鎖脂肪酸、脂肪酸エステル、高級アルコール、アルキルアミンなど。通常、添加量は1～2.5%。
- 摩耗防止剤：摩擦熱により2次的化合物となって保護膜を形成し、摩耗を防止する。リン酸エステル、ジチオリン酸亜鉛など。通常、添加量は5～10%。
- 極圧剤（EP剤）：極圧潤滑状態における焼付きやスカッフィングを防止する。有機硫黄、リン化合物、有機ハロゲン化合物。通常、添加量は5～10%。
- 固体潤滑剤 ：境界・混合潤滑領域で摩擦を低減する。金属同士の直接の接触を阻止し摩耗を防止。金属面の粗さを低減して油膜の維持する。二硫化モリブデン、二硫化タングステン、グラファイト、窒化ホウ素、四フッ化エチレンポリマー（PTFE）、フッ化グラファイト、フラーレン（C60，C70）などがある。

### 錆止め剤
鉄の錆を防止する添加剤。作用機序としては第一に、金属表面に保護膜を形成し、錆の原因物質である酸素分子や水を金属に接触させなくする。この効果は耐荷重添加剤も有するため、錆止め剤かつ耐荷重添加剤である物質も存在する。第二に潤滑油内の酸性物質を中和して錆の発生を防止する。錆止め剤にはカルボン酸、スルホネート、リン酸塩、アルコール、エステルなどがある。通常、添加量は0.1～1%。

### 腐食防止剤
鉄以外の金属の錆（腐食）を防止する添加剤。基本的に作用機序は錆止め剤と同じ。含窒素化合物（ベンゾトリアゾールおよびその誘導体、2,5-ジアルキルメルカプト-1,3,4-チアジアゾール）、ジチオリン酸亜鉛などがある。通常、添加量は0.4～2%。

### 粘度指数向上剤
温度変化に伴う潤滑油の粘度変化、特に低温時での粘度増加を低減する。主な用途はエンジン油であり、他の一般的な潤滑油には粘度指数向上剤は用いられない。エンジン油の場合、起動直後および、冬場や寒冷地での低温で粘度指数が悪いとエンジンの立ち上がりや運転が非効率となる。粘度指数向上剤の添加は省燃費性の向上、エンジン油の消費量低減、エンジン油の交換時期の延長、エンジンの長寿命化、低温での始動の効率化が得られる。ポリメタクリレート、オレフィンコポリマー、スチレンオレフィンコポリマー、ポリイソブチレンなどがある。通常、添加量は2～20%である。

### 流動点降下剤
潤滑油の流動点を低下させ、潤滑油として使用可能な温度範囲を低温側に広げる添加剤。作用機序については、低温における潤滑油中の蝋分の結晶化を防止する。結晶化が進行すると流動性が無くなり、潤滑性能が失われる。ポリメタクリレート、アルキル化芳香族化合物、フマレート・酢酸ビニル共重合体、エチレン・酢酸ビニル共重合物などがある。通常、添加量は0.05～0.5%である。

### 消泡剤
潤滑油の泡を破壊し、潤滑油の泡立ちを抑制する添加剤。ポリメチルシロキサン、シリケート、有機フッ素化合物、金属石鹸、脂肪酸エステル、リン酸エステル、高級アルコール、ポリアルキレングリコールなどがある。通常、添加量は1～1,000ppmである。

### 乳化剤
油を乳化し、生成したエマルションの安定性を保つ界面活性剤。エチレンオキサイド付加物、エチレンオキサイドとプロピレンオキサイドのブロックポリマー、エステル、カルボン酸塩、硫酸エステル、スルホン酸塩、リン酸エステル、アミン誘導体、第4級アンモニウム塩などがある。通常、添加量は3%未満である。

### 抗乳化剤
エマルションを破壊する。また、潤滑油の乳化を防止する。エチレンオキサイド付加物、エチレンオキサイドとプロピレンオキサイドのブロックポリマー、アルキルフェノール・ホルマリン縮合物のエチレンオキサイド付加物、第4級アンモニウム塩などがある。通常、添加量は3%未満である。

### カビ防止剤
エマルション中に生存する細菌、カビ、酵母などの微生物の増殖を防ぎ、それらに起因する障害を抑制する。フェノール化合物、ホルムアルデヒド供与体化合物、サリチリアリニド化合物などがある。

## 潤滑油の等級
業界では以下のように添加剤配合の有無による分類も存在する。現代では一部を除くほとんどの潤滑油は高級潤滑油となるため用いられることはあまり多くない。

### 並級潤滑油
基油（鉱油）のみで構成され添加剤を含まないストレート油。軸受油としてはマシン油、スピンドル油、ダイナモ油、タービン油、その他はモーター油、シリンダー油、絶縁油の一部など。
無添加の軸受油に関しては旧JIS規格ではタービン油を除きマシン油、スピンドル油、ダイナモ油それぞれに規格が存在したが1979年に（広義の）マシン油（JIS K 2238）として統合された。これは粘度の差を除くと大きな違いがなく、ISOで分類される全損式の無添加潤滑油との規格の共通性を持たせるためでもある。
並級潤滑油は高い性能が求められないことから精製度の低い鉱油も許容されていたが、鉱油に含まれる多環芳香族（PCA）の発ガン性に対する懸念から現在では基準値以下となるように並級潤滑油においても一定以上の高度な精製が行われている。

### 高級潤滑油
基油に添加剤を配合した潤滑油。高い性能が要求される現代の潤滑油では何かしらの添加剤が配合されるため、自動車、産業、工業用の潤滑油の大多数は高級潤滑剤に分類される。
戦前戦中など添加剤を配合することが一般的ではなく、ストレート油がスタンダードだった時代において言及される「高級潤滑油」は添加剤の有無ではなく、一定以上の性能を持つもの、強いて言えば粘度指数および精製度が相当に高いもの（例:当時の高性能モビール油、航空潤滑油など）を指すこともある。この粘度指数と精製度で定義した場合、現在流通する並級潤滑油も当時の高級潤滑油に相当する場合もある。

## 化学的性質
潤滑油には多くの化学的性質が要求されており、そのために試験方法が規定されている。試験項目として代表的なものは以下の通りである。
- 酸化安定度（JIS K 2519）
- あわ立ち（JIS K 2518）
- 抗乳化性（JIS K 2520）
- 中和価（JIS K 2501）
- 銅板腐食（JIS K 2513）
- 熱安定度（JIS K 2540）
- 引火点（JIS 2265）
- 流動点（JIS K 2269）
- 曇り点（JIS K 2269）

なお、潤滑油は時間の経過によって酸化や重合など化学反応が伴って変質・劣化する。

## 潤滑油が適さない例
小さい力で動くよう設計されている精密機械では油の粘性がかえって邪魔になることもある。例えば腕時計のような微小な装置や、カメラのシャッターのような高速で動くことを前提とした機構では、粘度の高い潤滑油の場合は動作を不確実なものとしてしまう。
そのほか、空気中の埃など微細な汚れを吸着し、作動不良を招くことがある。例えば古く動作の固くなった鍵穴に潤滑油を挿すと、その時は動作が軽くなるが、後々砂などがくっついてしまい、余計に動作が悪くなることがある。
こういったものの潤滑には専用の潤滑剤を特に摩擦の影響を受けやすい場所だけに適量塗布したり、あるいは脱脂などで余計な汚れや油を取り除いたりする。
極端には潤滑油の使用を避け、固体潤滑剤を使用する。宇宙機のように真空に暴露されるので液体ではすぐに揮発してしまう場合などは、固体被膜潤滑剤が必須である。